# Oenochlora nobilitans
Oenochlora nobilitans är en fjärilsart som beskrevs av Lucas 1900. Oenochlora nobilitans ingår i släktet Oenochlora och familjen mätare. Inga underarter finns listade i Catalogue of Life.